# Trichophanes
Trichophanes è un genere di pesci ossei estinto, appartenente ai percopsiformi. Visse tra l'Oligocene e il Miocene (circa 32 - 20 milioni di anni fa) e i suoi resti fossili sono stati ritrovati in Nordamerica.

## Descrizione
Questo pesce era di piccole dimensioni e solitamente non raggiungeva i 15 centimetri di lunghezza. Possedeva un corpo di forma slanciata, e la testa era allungata. Le fauci erano piuttosto ampie. La pinna dorsale era a forma di triangolo ottuso, posta approssimativamente a metà del corpo. La pinna anale era piccola. Le pinne pettorali e le pinne ventrali erano vicine le une alle altre, appena prima della metà del corpo. La pinna caudale era bilobata ma non profondamente biforcuta.

## Classificazione
Trichophanes è un rappresentante estinto degli afredoderidi (Aphredoderidae), noti anche come "pirate perch", tipici dei corsi d'acqua nordamericani. Trichophanes venne descritto per la prima volta da Edward Drinker Cope nel 1872, sulla base di resti fossili rinvenuti in Nevada; la specie tipo è Trichophanes hians; altre specie attribuite a questo genere sono T. foliarum e T. copei, entrambe rinvenute nel famoso giacimento di Florissant, in Colorado.